# Маленьке життя (роман)
«Маленьке життя» — роман американської письменниці Ганьї Янаґігари 2015 року про пошуки себе, совість, мораль та гуманізм, а також про дружбу, яка часом сильніша за кохання.
У 2017 році український переклад твору вийшов у видавництві «КМ-Букс».

## Сюжет
У книзі йдеться про те, як Джуд і його друзі Віллем, Джей Бі та Малькольм переїжджають до Нью-Йорка в пошуках слави, багатства, успіху та сенсу життя. Віллем — актор-початківець, який ще не отримав жодної головної ролі, а Джуд — юрист-сирота, який страждає від хронічного болю в ногах і спині. Попри це, він процвітає у своїй юридичній практиці та розвиває тісні стосунки зі своїм колишнім професором Гарольдом та його дружиною Джулією, що призводить до того, що пара усиновлює його, коли йому виповнюється 30 років. Період до всиновлення переповнений для Джуда нападами самоушкодження, оскільки герой вважає, що він не вартий турботи.
Коли йому виповнюється сорок, він вступає в жорстокі стосунки з менеджером Калебом, якому огидні травми Джуда. Після того, як Калеб зґвалтував його, Джуд відмовляється повідомляти про інцидент поліції, тому тільки Енді, лікар і довірена особа Джуда, знає правду про невдалі стосунки.
Джуд виріс у монастирі та неодноразово піддавався сексуальному насильству з боку братів. Його врятувала поліція та помістила в державну опіку, де знущання продовжилися. Після розриву з Калебом Джуд вирішує накласти на себе руки, але виживає. Після цього Віллем повертається додому і починає жити з ним. Джуд відмовляється від терапії, але розповідає Віллему найменш травматичні історії про своє дитинство.
Намагаючись стримати жагу до самопошкодження, Джуд випадково обпікається та потребує пересадки шкіри. Енді випадково розповідає про цю ситуацію Віллему ще до того, як це встигає зробити Джуд. Опісля головний герой викриває ще кілька травматичних подій зі свого дитинства, які вплинули на його майбутнє. Він також пояснює, що травма ніг спричинена доктором Трейлором, який викрав його, тримав у полоні та переїхав своєю машиною.
Наступні кілька років Віллем і Джуд комфортно живуть разом, але Віллем потрапляє в автомобільну аварію з п'яним водієм, у якій гинуть всі троє пасажирів — Малькольм, його дружина Софі та сам Віллем. Після втрати коханого та друзів Джуд повертається до саморуйнівних звичок.
Через три роки після смерті Віллема Джуд закінчує життя самогубством. Згодом Гарольд знаходить компактний диск і лист, які Джуд сховав у своїй книжковій шафі. Вони містять вибачення за те, що він «обдурив» Гарольда та історію його травматичного минулого. Гарольд із полегшенням нарешті знаходить відповіді на численні запитання, але залишається пригніченим, бо Джуд помер без жодного уявлення про те, як його любили.

## Герої
- Джуд Сент-Френсіс — головний герой, адвокат із таємничим минулим.
- Віллем Рагнарссон — найближчий друг Джуда.
- Малькольм Ірвайн — один із найкращих друзів Джуда з коледжу, архітектор.
- Жан Батист «Джей Бі» Маріон — ще один приятель Джуда з коледжу, художник.
- Гарольд Стайн — професор Джуда, пізніше його прийомний батько.
- Джулія — дружина Гарольда.
- Енді — хірург-ортопед Джуда.
- Калеб Портер — жорстокий колишній Джуда.
- Доктор Трейлор — психіатр-садист, який викрадає Джуда.

## Літературне значення
«Маленьке життя» — це глибоко зворушливий роман, який розкриває складнощі людських стосунків і довготривалий вплив дитячих травм на подальше життя. Історія охоплює кілька десятиліть, починаючи з кінця 20 століття, і розгортається в Нью-Йорку.
Роман написано у вигляді хронологічного наративу, що містить спогади, які часто перегукуються між собою. Протягом усієї розповіді неодноразово змінюються перспективи оповіді. На початку роману використано погляд усезнавця-третьої особи, що представляє читачеві думки загадкового Джуда, актора-початківця Віллема, кмітливого художника Джей Бі та розчарованого архітектора Малькольма. Поступово історія зміщує фокус на головного героя, перспектива формується навколо взаємодії кожного персонажа з Джудом і досвіду самого Джуда. Саме цю літературну перспективу підкреслено першоосібною розповіддю Гарольда дев'ять років потому.
За своєю суттю «Маленьке життя» — це потужні роздуми про кохання, дружбу та стійкість людського духу. Це роман, який залишатиме читачів глибоко зворушеними та переслідуватиме їх ще довго після останньої сторінки.

## Нагороди та відзнаки
У липні 2015 книга потрапила до довгого списку Букерівської премії та до короткого списку з 6 книг у вересні того ж року. У 2019 роман «Маленьке життя» посів 96 місце у списку 100 найкращих книг 21 сторіччя від The Guardian.

### 2015
- Букерівська премія, короткий список[4]
- Національна премія США з літератури[en], фіналіст[5]
- Премія Кіркуса з художньої літератури[en], 1-ше місце[6]

### 2016
- Медаль Ендрю Карнегі за відмінні досягнення в художній літературі, короткий список[7]
- Жіноча літературна премія Бейліс, короткий список[8]

### 2017
- Дублінська літературна премія, короткий список[9]

## Переклад українською
- Янаґігара Г. Маленьке життя / пер. з англ Анжела Асман. Київ: КМ-Букс, 2017. 880 с.